# Дора Якобсон
Дора Елізабет Якобсон (швед. Dora Jacobsohn; 1908—1983) — німецько-шведський фізіолог і ендокринолог. Вважається одним із піонерів в області нейроендокринології; вона найбільш відома своєю роботою з Джеффрі Харрісом, яка продемонструвала, що аденогіпофіз контролюється гіпоталамусом через систему гіпофізарних зв'язків.

## Біографія
Якобсон народилась в Берліні у 1908 році. 1933 році вона здобула ступінь доктора медицини в Німеччині, але їй не дозволили практикувати в Німеччині, оскільки вона була єврейкою.
Рятуючись від фашистської Німеччини, Якобсон переїхала до Швеції у 1934 році, де мала родичів. Там вона познайомилася з Акселем Вестменом у лікарні Упсальського університету, який дозволив їй спостерігати та допомагати в його ендокринологічних дослідженнях з овуляції та розмноження у гіпофізектомізованих (тобто з видаленим гіпофізом) тварин. Хоча Якобсон не було дозволено займатися самостійними дослідженнями, оскільки вона була іноземкою без шведського наукового ступеня, вона працювала з Вестманом у Лундському університеті і проводила клінічні аналізи гормонів для лікарні. Тим не менш, вона опублікувала понад 22 наукових статей під час цієї 10-річної співпраці.
У 1944 році вона отримала шведське громадянство, а в 1948 році — шведський медичний ступінь після захисту дисертації про розвиток молочної залози. Це дозволило їй нарешті стати професором у Лундському університеті. У 1952 році Королівське фізіографічне товариство в Лунді змінило свої правила, щоб приймати жінок, і вона була обрана членом товариства. У 1964 році вона була призначена директором відділення експериментальної ендокринології в Лундському університеті.
Якобсон ніколи не одружувалась, і померла 1983 року після річної коми внаслідок аварії.

## Наукові внески
У співпраці з Джеффрі Харрісом із Кембриджського університету, Якобсон виконала ряд цікавих експериментів із трансплантації, які показали, що трансплантати гіпофіза можуть стимулювати овуляцію тільки у зв'язці з гіпоталамусом / середнім мозком, а не скроневою часткою або іншими частинами тіла, як вважали до її роботи. Це вперше показало, що аденогіпофіз має контролюватись і контактувати з мозком через гіпоталамус. Крім того, вони показали, що для стимулювання передньої долі гіпофіза необхідні кровоносні судини (через систему гіпофізарної портальної системи), а не нервова стимуляція. Ця робота заснувала роль мозку в гормональній регуляції, допомагаючи встановити сферу нейроендокринології.
Вона також продемонструвала, що задня доля гіпофізу необхідна для лактації. Як пізніше було виявлено, це регулюється гормоном окситоцином. Пізніше у своїй кар'єрі вона вивчала вплив андрогенів і статевих стероїдів на статевий розвиток у гризунів.